# Phaenicocleus
Phaenicocleus is een geslacht van wantsen uit de familie van de Enicocephalidae. Het geslacht werd voor het eerst wetenschappelijk beschreven door Štys & Baňař in 2009.

## Soorten
Het genus bevat de volgende soorten:

- Phaenicocleus granulosus Štys & Baňař, 2011
- Phaenicocleus minor Štys & Baňař, 2009
- Phaenicocleus sabahensis Štys & Baňař, 2009
- Phaenicocleus schwendingeri Štys & Baňař, 2009